# Jus2
Jus2 (кор. 저스투) — південнокорейський дует, що складається з of Jay B та Юґьома. Це другий саб'юніт гурту GOT7 після JJ Project. Вони дебютували з мініальбомом Focus 5 березня 2019.

## Назва
За словами Юґьома назва дуету є поєднанням слів «just» і «two».

## Кар'єра
13 лютого 2019 року компанія JYP Entertainment оголосила про створення нового підрозділу GOT7, який дебютує у березні. Пізніше стало відомо, що їхній дебютний мініальбом Focus вийде 5 березня і міститиме шість треків із заголовною композицією «Focus On Me». Музичний кліп на головну пісню вийшов 3 березня. 7 березня 2019 року дует дебютував на шоу Mnet M Countdown. Мініальбом Focus дебютував під номером 6 у Billboard World Album Chart.
Jus2 випустили саундтрек для телесеріалу He is Psychometric під назвою «Take».
19 січня 2021 року після закінчення контракту дует покинув JYP Entertainment.

## Дискографія

### Мініальбоми
| Назва | Деталі альбому                                                                                  | Пікові позиції у чартах | Пікові позиції у чартах | Пікові позиції у чартах | Продажі                                                |
| Назва | Деталі альбому                                                                                  | KOR                     | JPN                     | US World                | Продажі                                                |
| ----- | ----------------------------------------------------------------------------------------------- | ----------------------- | ----------------------- | ----------------------- | ------------------------------------------------------ |
| Focus | - Реліз: 5 березня 2019 - Лейбл: JYP Entertainment - Формат: CD, цифрове завантаження, стриминг | 2                       | 7                       | 6                       | - Південна Корея: 85,461 - Японія: 14,788 - США: 1,000 |

### Сингли
| Назва                                                                        | Рік  | Пікові позиції у чартах | Пікові позиції у чартах | Пікові позиції у чартах | Альбом |
| Назва                                                                        | Рік  | KOR                     | KOR Hot                 | US World                | Альбом |
| ---------------------------------------------------------------------------- | ---- | ----------------------- | ----------------------- | ----------------------- | ------ |
| «Focus On Me»                                                                | 2019 | —                       | 45                      | 23                      | Focus  |
| «—» denotes releases that did not chart or were not released in that region. |      |                         |                         |                         |        |

### Саундтреки
| Назва                                                                        | Рік  | Пікові позиції у чартах | Пікові позиції у чартах | Пікові позиції у чартах | Альбом                 |
| Назва                                                                        | Рік  | KOR                     | KOR Hot                 | US World                | Альбом                 |
| ---------------------------------------------------------------------------- | ---- | ----------------------- | ----------------------- | ----------------------- | ---------------------- |
| «Take»                                                                       | 2019 | —                       | —                       | 25                      | He Is Psychometric OST |
| «—» denotes releases that did not chart or were not released in that region. |      |                         |                         |                         |                        |

## Тури та концерти
- Jus2 <FOCUS> Live Premiere with V Live[19]
- Jus2 <FOCUS> Premiere Showcase Tour[20]

### Тури
| Дата           | Місто    | Країна    | Місце проведлення                      | К.від. |
| -------------- | -------- | --------- | -------------------------------------- | ------ |
| 4 квітня 2019  | Макао    | Китай     | Broadway Theatre                       | Н/Д    |
| 10 квітня 2019 | Токіо    | Японія    | Zepp Divercity                         | Н/Д    |
| 11 квітня 2019 | Токіо    | Японія    | Zepp Divercity                         | Н/Д    |
| 14 квітня 2019 | Тайбей   | Тайвань   | Taipei International Convention Center | Н/Д    |
| 17 квітня 2019 | Осака    | Японія    | Zepp Namba                             | Н/Д    |
| 18 квітня 2019 | Осака    | Японія    | Zepp Namba                             | Н/Д    |
| 21 квітня 2019 | Джакарта | Індонезія | Nusantara Hall, ICE BSD                | Н/Д    |
| 26 квітня 2019 | Бангкок  | Таїланд   | Thunder Dome                           | Н/Д    |
| 27 квітня 2019 | Бангкок  | Таїланд   | Thunder Dome                           | Н/Д    |
| 26 квітня 2019 | Бангкок  | Таїланд   | Thunder Dome                           | Н/Д    |
| 4 травня 2019  | Сінгапур | Сінгапур  | Zepp Bigbox                            | Н/Д    |

## Фільмографія

### Вар'єте
| Рік  | Назва          | Мережа          | Прим. |
| ---- | -------------- | --------------- | ----- |
| 2019 | Jus2 Moments   | YouTube, V Live |       |
| 2019 | Jus2 Tourgraph | YouTube, V Live |       |

### Музичні кліпи
| Рік  | Назва         | Режисер(и)         | Прим.  |
| ---- | ------------- | ------------------ | ------ |
| 2019 | «Focus On Me» | Dirextor Kim (HQF) | [ 21 ] |